# Festividad de San Lorenzo
La festividad de San Lorenzo es una festividad religiosa chilena que se realiza cada año en San Lorenzo de Tarapacá, pueblo perteneciente a la comuna de Huara, en la Provincia del Tamarugal de la Región de Tarapacá.
Para el año 2011 se estimó una participación de unas 70 mil personas, mientras que en 2023 el número ascendió a 150 mil. Como se trata de un pueblo pequeño con pocas instalaciones el resto del año, miles de personas acampan en el lugar durante las fiestas, provenientes de los alrededores e incluyendo los países vecinos de Bolivia, Perú y el norte de Argentina.
En 2005 la fiesta no pudo realizarse de manera normal, debido al terremoto de Tarapacá de ese año, a pesar de lo cual gracias a mucha ayuda se pudo reconstruir la Iglesia de San Lorenzo. En 2013, debido al gran número de casos de gripe en la región, contó con medidas adicionales de control. Entre 2020 y 2022 la fiesta tampoco se realizó, producto de la pandemia de COVID-19.
Alrededor de 2017 se formó el Centro Social y Cultural Tarapacá Ancestral para buscar preservar esta tradición.

## Origen
Esta festividad se remonta a los años 1640 o incluso un siglo antes, durante la colonia española, en lo que por entonces era el Virreinato del Perú. El patronazgo de Lorenzo de Roma fue llevado por los españoles como parte de sus propias creencias, durante el proceso de misiones impulsado por los Reyes Católicos en lo que se conoce como la evangelización en América. La adoración de San Lorenzo se oficializó en el lugar a partir de 1720, con la construcción de la Iglesia de San Lorenzo.
En la zona del Virreinato, la fiesta buscaba pedir al patrono por lluvia durante el invierno boliviano. La tradición se mantuvo luego de que el territorio pasara a formar parte de Chile, tras la guerra del Pacífico.

## Tradición religiosa

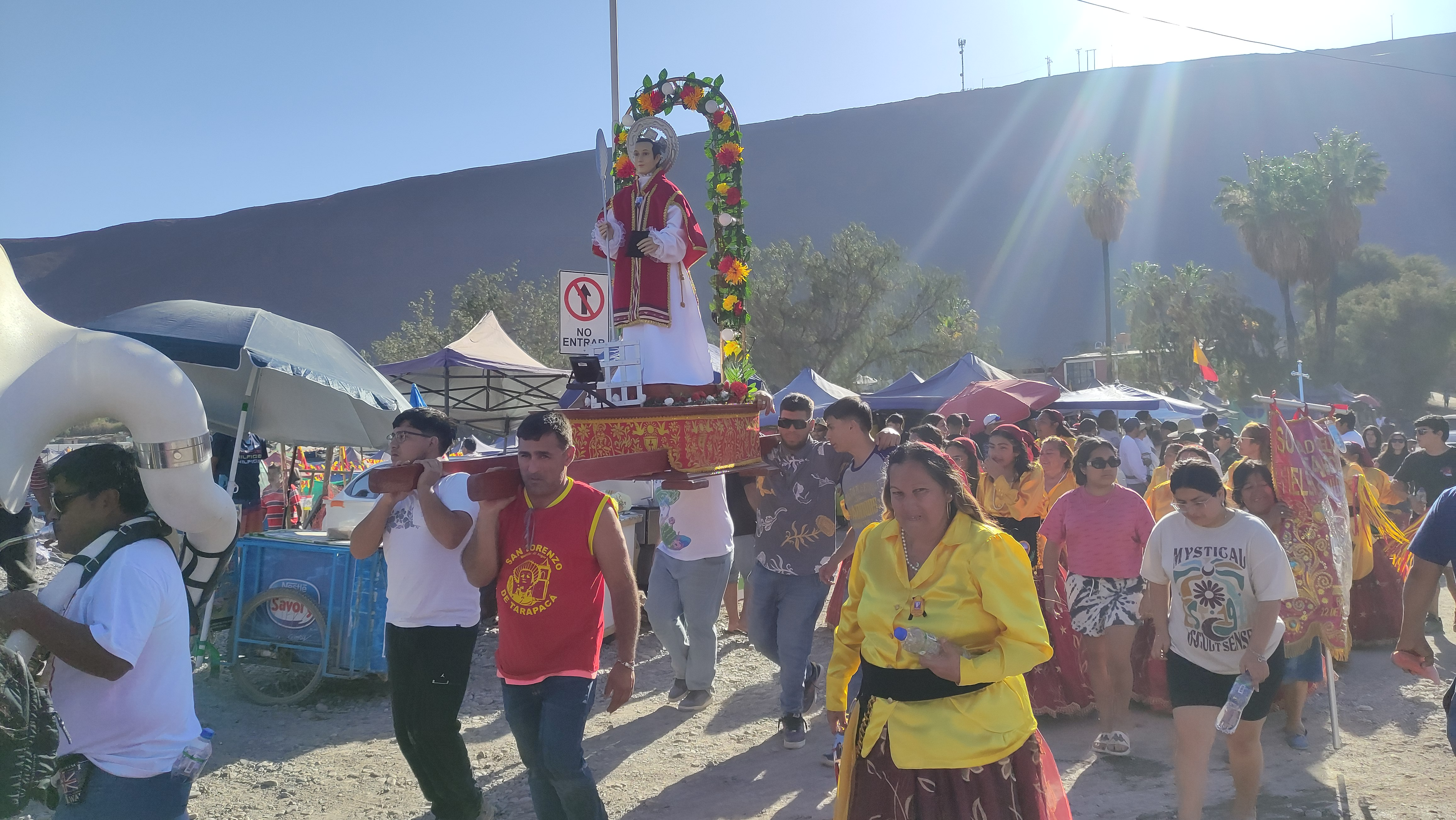
Procesión con «el Lolo» en 2023

La festividad celebra al patrono del pueblo, Lorenzo de Roma, diácono de origen español martirizado durante la época de las persecuciones romanas contra la Iglesia Católica durante el reinado de Valeriano, y que sufrió la muerte asado en una parrilla el 10 de agosto de 258 en Roma. Los devotos han apodado a su patrono como el «Lolo», y lo consideran el santo de las lluvias y de los transportistas, comerciantes, obreros salitreros, pampinos, agricultores y pobres.
La festividad se celebra oficialmente la víspera del 10 de agosto, una tres semanas después de la Fiesta de La Tirana. Sin embargo, las celebraciones comienzan el día 6, cuando cientos de bailes religiosos llegan a la localidad, provenientes de las ciudades cercanas, tales como Iquique, Calama, Arica, Alto Hospicio, Tocopilla, María Elena y en los últimos tiempos se comenzó a integrar la ciudad de Antofagasta, los cuales por los días de la fiesta duermen en carpas en el pueblo.
Uno de los mayores atractivos de la fiesta son los llamativos bailes devocionales que realizan las distintas agrupaciones católicas durante la celebración. A estos bailes se suman peregrinaciones, misas y mandas. La tradición dice que si estas mandas no se pagan, el patrono las cobra con incendios, que representan el fuego relacionado con su martirio.

|                                            |
| Plaza del pueblo durante la fiesta en 2023 |

|                                                             |
| Interior de la Iglesia de San Lorenzo durante la festividad |

## Aspectos culturales

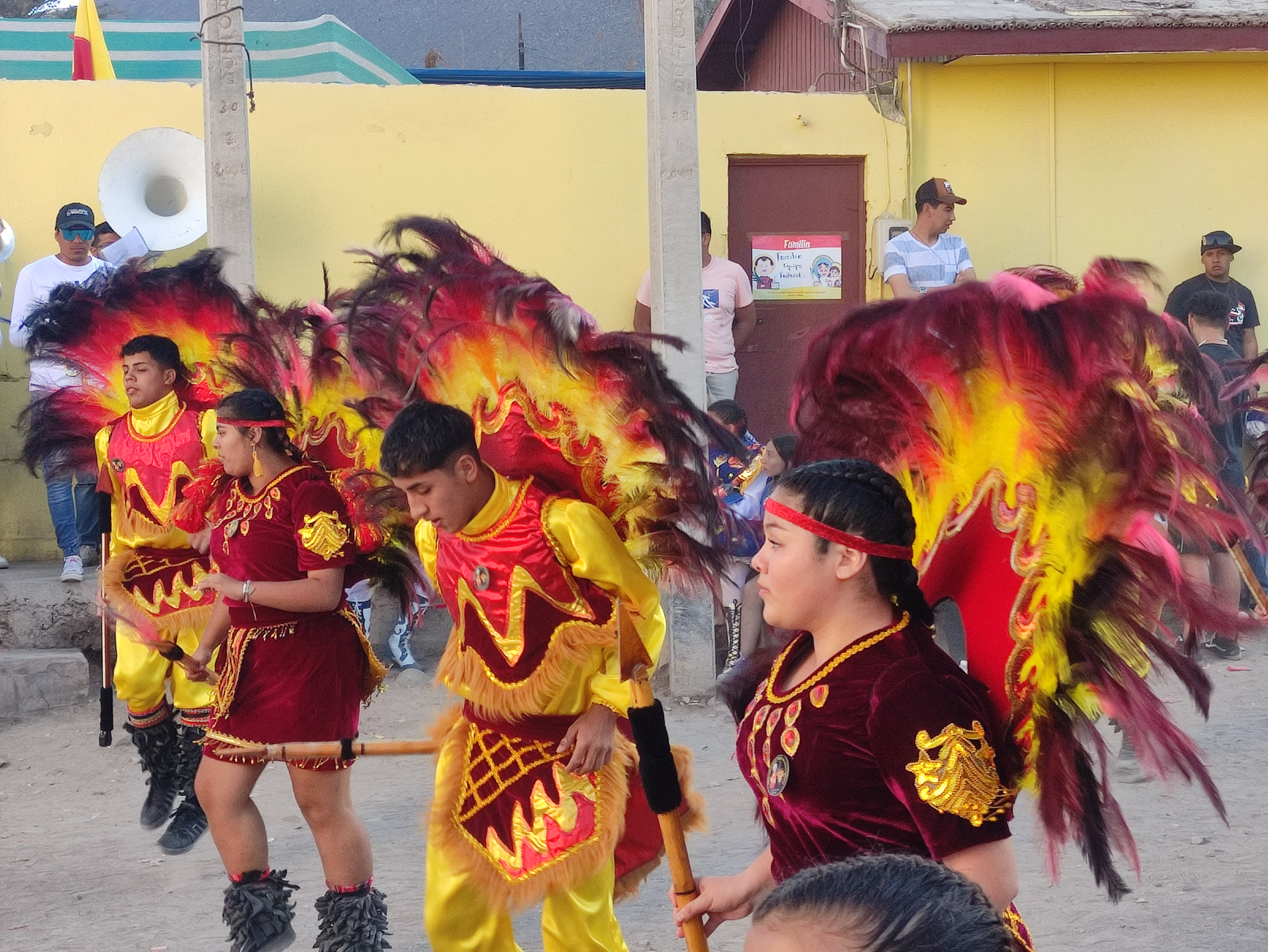
Tobas durante la fiesta de 2023

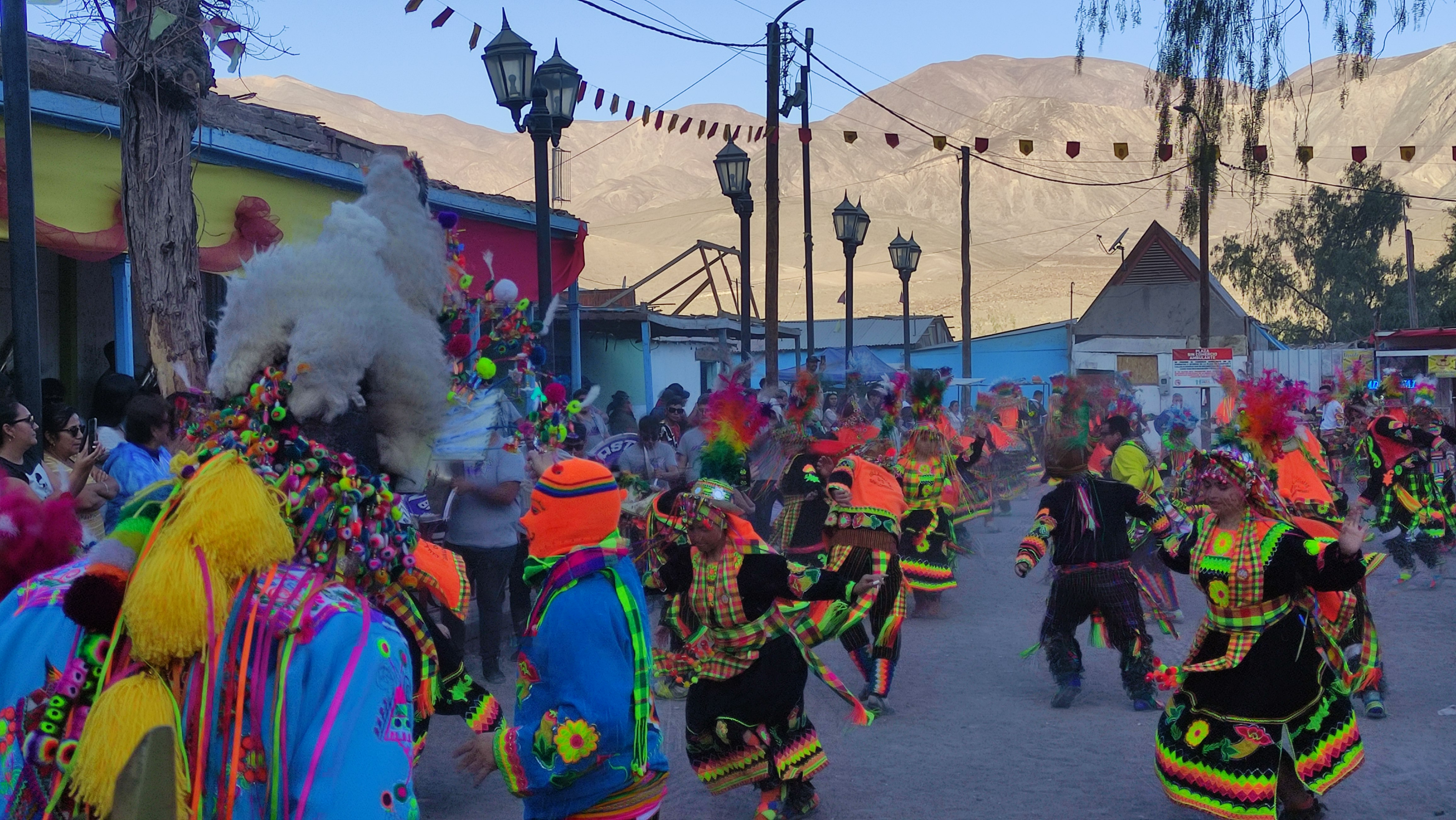
Bailarines de tinku durante la fiesta de 2023

Entre los bailes nortinos tradicionales de esta festividad están el tinku, caporales, cueca nortina, cachimbo de Tarapacá, llamerada, suri sicuri, tobas, diabladas, entre otras. Los bailes son acompañados de bandas musicales que utilizan instrumentos de bronces y percusión.
En el ámbito gastronómico, se suele comer calapurca y picante de conejo. Antes de que la iglesia católica comenzara a regular más la festividad, se apreciaba también una diversidad de identidad de género y orientación sexual, al contarse para las fiestas con un importante participación de travestis devotos. El Estado de Chile además ha buscado controlar el antaño excesivo consumo de alcohol implantando una ley seca durante los días de celebración.